# 宮本卓也
宮本 卓也（みやもと たくや、1983年〈昭和58年〉7月8日 - 2022年〈令和4年〉5月1日）は、広島県出身の元プロサッカー選手。右サイドバックやサイドハーフ、ボランチでプレーするユーティリティな選手であった。

## 来歴
安芸郡府中町にある安芸府中SSS出身。小学生時代は元代表・小沢通宏から指導を受けた。
中学生時代はサンフレッチェ広島ジュニアユース、高校時代はサンフレッチェ広島ユースに所属し、主に中村重和から指導を受ける。同級生に田森大己。センターバックやサイドバックを経験した。2000年には全広島サッカー選手権大会初優勝に貢献し、天皇杯に出場している。ちなみに、実弟も広島のジュニアユースおよびユース出身。
その後、大阪商業大学へ入学、サッカー部では主将を務めた。
2006年1月、セレッソ大阪と練習生契約、同シーズン開幕直後の3月に正式契約。シーズン途中からレギュラーに定着していた。
2008年からモンテディオ山形へレンタル移籍し、J1昇格に貢献。2009年より完全移籍した。2010年と2011年もJ1で活躍を見せられたが、J2降格が決まった2012年は出場機会が滅少。契約満了によって退団が発表された。
2013年は、山形在籍時のチームメイトである船山祐二と共にアビスパ福岡へ完全移籍した。シーズン終了後、契約満了により1年で退団。
2014年、セレッソ大阪サッカースクールコーチに就任。
2022年、V・ファーレン長崎U-15コーチに就任し指導していたが、同年5月1日、不慮の事故により死去した。38歳没。訃報は同月6日、同クラブより公表された。発表当日に試合があったセレッソ大阪の選手らは喪章をつけてプレーした。小菊昭雄監督は「その一報を聞いた時は、胸が締め付けられる思いでした。彼が練習生の時から、努力して勝ち取って、キャリアを歩む過程を見てきましたので、本当に残念に思います。今日、勝利できたこと、天国で喜んでくれていると思います」と話した。6月4日の試合では献花台が設置された。

## 人物
- 普段から喜怒哀楽の差が小さく、いじられキャラ。練習中も年下選手から「ナイス、ミーモ！」と本人とは関係ないところで掛け声がかかり、言われた本人は反論もせずにニヤニヤと笑っている[5]。
- 既婚者であった[6]。

## 所属クラブ
- 安芸府中サッカースポーツ少年団
- サンフレッチェ広島ジュニアユース
- 1999年 - 2001年 サンフレッチェ広島ユース
- 2002年 - 2005年 大阪商業大学
- 2006年 - 2008年 セレッソ大阪
  - 2008年 モンテディオ山形 (期限付き移籍)
- 2009年 - 2012年 モンテディオ山形
- 2013年 アビスパ福岡

## 個人成績
| 国内大会個人成績 | 国内大会個人成績 | 国内大会個人成績 | 国内大会個人成績 | 国内大会個人成績 | 国内大会個人成績 | 国内大会個人成績 | 国内大会個人成績 | 国内大会個人成績 | 国内大会個人成績 | 国内大会個人成績 | 国内大会個人成績 |
| 年度             | クラブ           | 背番号           | リーグ           | リーグ戦         | リーグ戦         | リーグ杯         | リーグ杯         | オープン杯       | オープン杯       | 期間通算         | 期間通算         |
| 年度             | クラブ           | 背番号           | リーグ           | 出場             | 得点             | 出場             | 得点             | 出場             | 得点             | 出場             | 得点             |
| 日本             | 日本             | 日本             | 日本             | リーグ戦         | リーグ戦         | リーグ杯         | リーグ杯         | 天皇杯           | 天皇杯           | 期間通算         | 期間通算         |
| ---------------- | ---------------- | ---------------- | ---------------- | ---------------- | ---------------- | ---------------- | ---------------- | ---------------- | ---------------- | ---------------- | ---------------- |
| 2000             | 広島Y            | -                | -                | -                | -                | -                | -                | 1                | 0                | 1                | 0                |
| 2006             | C大阪            | 35               | J1               | 15               | 0                | 0                | 0                | 0                | 0                | 15               | 0                |
| 2007             | C大阪            | 25               | J2               | 28               | 0                | -                | -                | 0                | 0                | 28               | 0                |
| 2008             | 山形             | 14               | J2               | 40               | 0                | -                | -                | 2                | 0                | 42               | 0                |
| 2009             | 山形             | 14               | J1               | 32               | 0                | 5                | 0                | 2                | 0                | 39               | 0                |
| 2010             | 山形             | 14               | J1               | 26               | 0                | 5                | 0                | 0                | 0                | 31               | 0                |
| 2011             | 山形             | 14               | J1               | 28               | 1                | 2                | 0                | 2                | 0                | 32               | 1                |
| 2012             | 山形             | 14               | J2               | 16               | 0                | -                | -                | 2                | 0                | 18               | 0                |
| 2013             | 福岡             | 4                | J2               | 22               | 0                | -                | -                | 1                | 0                | 23               | 0                |
| 通算             | 日本             | 日本             | J1               | 101              | 1                | 12               | 0                | 4                | 0                | 117              | 1                |
| 通算             | 日本             | 日本             | J2               | 106              | 0                | -                | -                | 5                | 0                | 111              | 0                |
| 通算             | 日本             | 日本             | 他               | -                | -                | -                | -                | 1                | 0                | 1                | 0                |
| 総通算           | 総通算           | 総通算           | 総通算           | 207              | 1                | 12               | 0                | 10               | 0                | 229              | 1                |

## 指導歴
- 2014年 - 2021年 セレッソ大阪[7]
  - 2014年 - 2017年 サッカースクールコーチ
  - 2018年 - 2018年 サッカースクールコーチ兼エリートクラスコーチ
  - 2019年 - 2021年 セレッソ大阪和歌山U-15コーチ兼エリートクラスコーチ
- 2022年 V・ファーレン長崎U-15コーチ